# Fonderie Officine De Benedetti

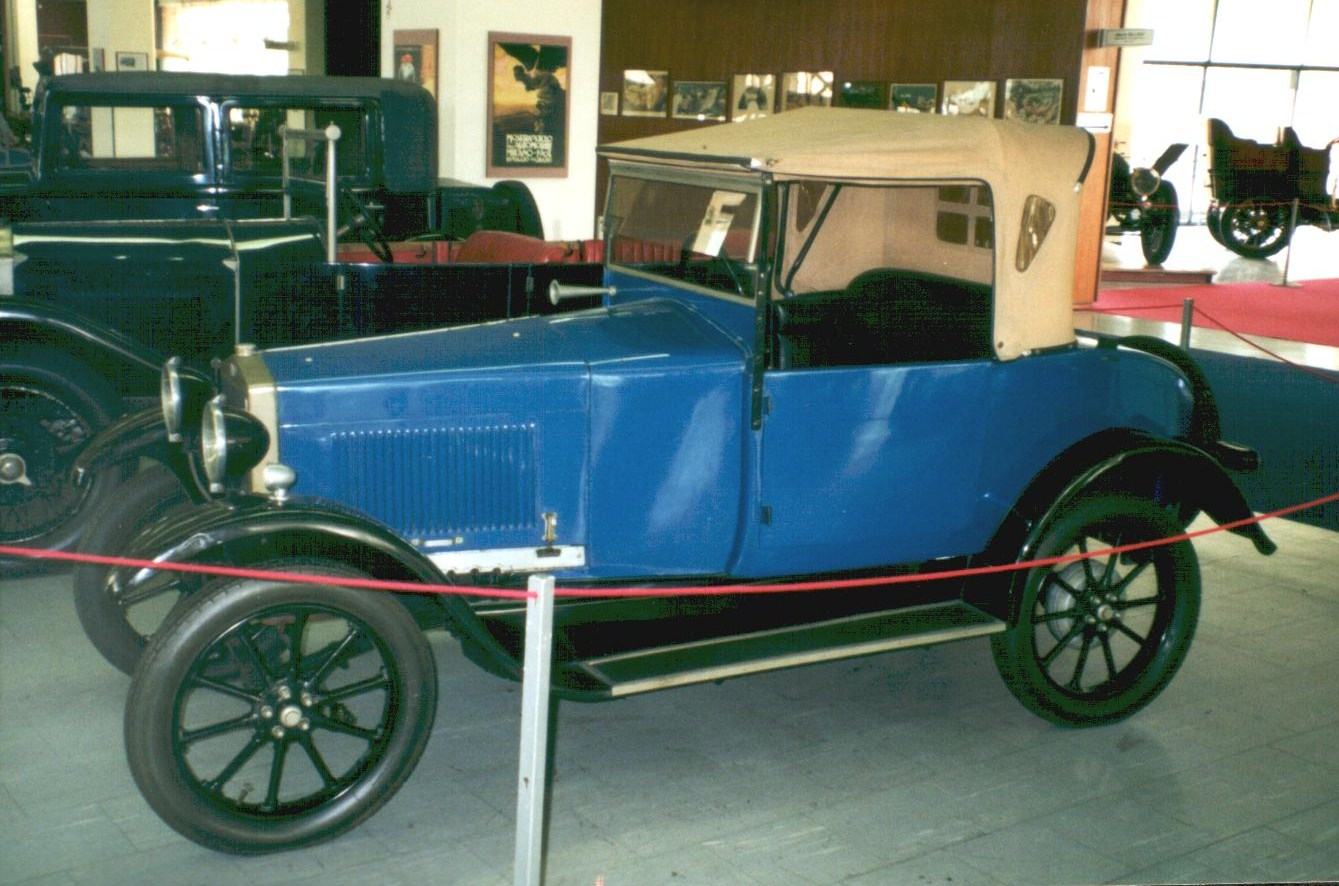
FOD del 1926

Le Fonderie Officine De Benedetti furono un'industria automobilistica di Torino produttiva dal 1924 al 1927.